# Équipe de Guadeloupe des moins de 17 ans de football
Maillots
L'équipe de Guadeloupe des moins de 17 ans est une sélection de joueurs de moins de 17 ans au début des deux années de compétition placée sous la responsabilité de la Ligue guadeloupéenne de football. 

## Histoire
Comme la Guadeloupe n'est pas affiliée à la FIFA, donc comme la sélection A, les moins de 17 ans ne peuvent participer à la Coupe du monde de football des moins de 17 ans mais elle peut participer aux compétitions de sa catégorie de la CONCACAF et de l'Union des Caraïbes de football, c'est-à-dire respectivement le Championnat d'Amérique du Nord, centrale et Caraïbe de football des moins de 17 ans et la Coupe des Caraïbes des moins de 17 ans.
En 2008, la sélection des moins de 17 ans réalise une belle performance comme ses aînés l'année précédente (voir Gold Cup 2007) en allant jusqu'en quart de finale de la Coupe des Caraïbes des moins de 17 ans pour sa première participation dans une compétition internationale, en ayant battu les Îles Vierges américaines 10 - 1 et le Suriname 6 - 0 mais en s'inclinant en quart, donc, contre la Jamaïque 1 - 3.
Ce qui ne lui permet toutefois pas de jouer le prochain Championnat d'Amérique du Nord, centrale et Caraïbe de football des moins de 17 ans en 2009 au Mexique.

## Parcours

### Championnat d'Amérique du Nord, centrale et Caraïbe de football des moins de 17 ans
- 1983 : Non inscrite
- 1985 : Non inscrite
- 1987 : Non inscrite
- 1988 : Non inscrite
- 1991 : Non inscrite
- 1992 : Non inscrite
- 1994 : Non inscrite
- 1997 : Non qualifiée
- 1999 : Non qualifiée
- 2001 : Non qualifiée
- 2003 : Non qualifiée
- 2005 : Non qualifiée
- 2007 : Non qualifiée
- 2009 : Non qualifiée
- 2011 : Non qualifiée
- 2013 : Non qualifiée
- 2015 : Non qualifiée
- 2017 : Non qualifiée
- 2019 : Huitième de finale
- 2023 : 1er tour

### Coupe du monde des moins de 17 ans
- De 1985 à 2023 : Non qualifiée

### Coupe des Caraïbes des moins de 17 ans
- De 1998 à 2006 : Non inscrite
- 2008 : Quart-de-finale